# Déséquilibres (film)
Pour les articles homonymes, voir Déséquilibre.
Déséquilibres est un court métrage muet réalisé par Michel Houellebecq (sous le pseudonyme de Michel Thomas) en 1982.

## Synopsis
Une femme handicapée reconnaît l'homme qui, quand ils étaient enfants, l'a poussée d'un pont.

## Fiche technique
- Réalisation : Michel Houellebecq
- Scénario : Michel Houellebecq et Jean Ray
- Pays d'origine :  France
- Format : Noir et blanc - Muet
- Genre : Drame
- Durée : 12 minutes
- Date de réalisation : 1982

## Distribution
- Jean-Christophe Debar : L'homme
- Marie Villedieu de Torcy : La femme

## Autour du film
Michel Houellebecq y est crédité sous le nom de Michel Thomas, son nom de naissance, au titre de la réalisation et du scénario.